# ATP Тур 1995
ATP Тур 1995 (англ. 1995 Association of Tennis Professionals (ATP) World Tour) — элитный мировой тур теннисистов-профессионалов, проводимый Ассоциацией Теннисистов Профессионалов (ATP) с января по декабрь. В 1995 году он включал:
- 4 турнира Большого шлема (проводится Международной федерацией тенниса (англ. International Tennis Federation, ITF));
- 9 турниров в серии ATP Championship Series, Single-Week;
- 11 турниров в серии ATP Championship Series;
- 59 турниров в серии ATP World Series;
- Командный Кубок Мира;
- Кубок Дэвиса (проводится ITF);
- Чемпионат мира ATP;
- Кубок Большого шлема.

## Расписание ATP Тура 1995 года
Ниже представлено полное расписание соревнований по ходу года, включай всех победителей и финалистов турниров — в одиночном, парном и смешанных разрядах.
| Турнир Большого шлема                |
| Итоговый турнир ATP                  |
| ATP Championship Series, Single-Week |
| ATP Championship Series              |
| ATP World Series                     |
| Командные соревнования               |

### Январь
| Дата начала | Турнир | Чемпионы (Счёт финала)                                                                              | Финалисты                                                                    |
| ----------- | --- | --------------------------------------------------------------------------------------------------- | ---------------------------------------------------------------------------- |
| 2 января    | Международный теннисный турнир в Аделаиде Аделаида, Австралия ATP World Series $303,000— Хард Турнир 1995 | Джим Курье 6-2 7-5                                                                                  | Арно Бёч                                                                     |
| 2 января    | Международный теннисный турнир в Аделаиде Аделаида, Австралия ATP World Series $303,000— Хард Турнир 1995 | Джим Курье Патрик Рафтер 7-6, 6-4                                                                   | Байрон Блэк Грант Коннелл                                                    |
| 2 января    | Открытый чемпионат Катара Доха, Катар ATP World Series $600,000 — Хард Турнир 1995 | Стефан Эдберг 7-6(4), 6-1                                                                           | Магнус Ларссон                                                               |
| 2 января    | Открытый чемпионат Катара Доха, Катар ATP World Series $600,000 — Хард Турнир 1995 | Магнус Ларссон Стефан Эдберг 7-6, 6-2                                                               | Андрей Ольховский Ян Симеринк                                                |
| 9 января    | Открытый чемпионат Индонезии Джакарта, Индонезия ATP World Series $303,000 — Хард Турнир 1995 | Паул Хархёйс 7-5, 7-5                                                                               | Радомир Вашек                                                                |
| 9 января    | Открытый чемпионат Индонезии Джакарта, Индонезия ATP World Series $303,000 — Хард Турнир 1995 | Дэвид Адамс Андрей Ольховский 7-5, 6-3                                                              | Рональд Аженор Сюдзо Мацуока                                                 |
| 9 января    | Открытый чемпионат Окленда Окленд, Новая Зеландия ATP World Series $303,000 — Хард Турнир 1995 | Томас Энквист 6-2 6-1                                                                               | Чак Адамс                                                                    |
| 9 января    | Открытый чемпионат Окленда Окленд, Новая Зеландия ATP World Series $303,000 — Хард Турнир 1995 | Патрик Гэлбрайт Грант Коннелл 6-4, 6-3                                                              | Луис Лобо Хавьер Санчес                                                      |
| 9 января    | Международный теннисный турнир в Сиднее Сидней, Австралия ATP World Series $303,000 — Хард Турнир 1995 | Патрик Макинрой 6-2, 7-6(4)                                                                         | Ричард Фромберг                                                              |
| 9 января    | Международный теннисный турнир в Сиднее Сидней, Австралия ATP World Series $303,000 — Хард Турнир 1995 | Тодд Вудбридж Марк Вудфорд 7-6, 6-4                                                                 | Тревор Кронеман Дэвид Макферсон                                              |
| 16 января   | Открытый чемпионат Австралии Мельбурн, Австралия Турнир Большого шлема $2,649,210 — Хард Одиночный турнир — Парный турнир Турнир смешанных пар | Андре Агасси 4-6, 6-1, 7-6(6), 6-4                                                                  | Пит Сампрас                                                                  |
| 16 января   | Открытый чемпионат Австралии Мельбурн, Австралия Турнир Большого шлема $2,649,210 — Хард Одиночный турнир — Парный турнир Турнир смешанных пар | Джаред Палмер Ричи Ренеберг 6-3, 3-6, 6-3, 6-2                                                      | Марк Ноулз Даниэль Нестор                                                    |
| 16 января   | Открытый чемпионат Австралии Мельбурн, Австралия Турнир Большого шлема $2,649,210 — Хард Одиночный турнир — Парный турнир Турнир смешанных пар | Рик Лич Наталья Зверева 7-6(4), 6-7(3), 6-4                                                         | Цирил Сук Джиджи Фернандес                                                   |
| 30 января   | Кубок Дэвиса. 1995. 1-й раунд Сент-Питерсберг, США — ковёр (зал) Неаполь, Италия — грунт Копенгаген, Дания — ковёр (зал) Вена, Австрия — хард (зал) Дурбан, ЮАР — хард Антверпен, Бельгия — грунт (зал) Женева, Швейцария — грунт (зал) Карлсруэ, Германия — хард (зал) | Победители США 4-1 Италия 4-1 Швеция 3-2 Австрия 4-1 ЮАР 3-2 Россия 4-1 Нидерланды 4-1 Германия 4-1 | Проигравшие Франция Чехия Дания Испания Австралия Бельгия Швейцария Хорватия |

### Февраль
| Дата начала | Турнир | Чемпионы (Счёт финала)                        | Финалисты                          |
| ----------- | --- | --------------------------------------------- | ---------------------------------- |
| 6 февраля   | Теннисный чемпионат Дубая Дубай, ОАЭ ATP World Series $1,014,250 — Хард Турнир 1995                        | Уэйн Феррейра 6-3, 6-3                        | Андреа Гауденци                    |
| 6 февраля   | Теннисный чемпионат Дубая Дубай, ОАЭ ATP World Series $1,014,250 — Хард Турнир 1995                        | Патрик Гэлбрайт Грант Коннелл 6-2, 4-6, 6-3   | Томас Карбонель Франсиско Ройг     |
| 6 февраля   | Open 13 Марсель, Франция ATP World Series $514,250 — Ковёр (зал) Турнир 1995                               | Борис Беккер 6-7(2), 6-4, 7-5                 | Даниэль Вацек                      |
| 6 февраля   | Open 13 Марсель, Франция ATP World Series $514,250 — Ковёр (зал) Турнир 1995                               | Дэвид Адамс Андрей Ольховский 6-1, 6-4        | Родольф Жильбер Жан-Филипп Флёриан |
| 6 февраля   | Sybase Open Сан-Хосе, США ATP World Series $303,000 — Хард (зал) Турнир 1995                               | Андре Агасси 6-2, 1-6, 6-3                    | Майкл Чанг                         |
| 6 февраля   | Sybase Open Сан-Хосе, США ATP World Series $303,000 — Хард (зал) Турнир 1995                               | Джим Грабб Патрик Макинрой 3-6, 7-5, 6-0      | Алекс О’Брайен Сэндон Столл        |
| 13 февраля  | Kroger St. Jude International Мемфис, США ATP Championship Series $683,000 — Хард (зал) Турнир 1995        | Тодд Мартин 7-6(2), 6-4                       | Паул Хархёйс                       |
| 13 февраля  | Kroger St. Jude International Мемфис, США ATP Championship Series $683,000 — Хард (зал) Турнир 1995        | Джаред Палмер Ричи Ренеберг 7-5, 6-3          | Бретт Стивен Томми Хо              |
| 13 февраля  | Milan Indoor Милан, Италия ATP Championship Series $689,250 — Ковёр (зал) Турнир 1995                      | Евгений Кафельников 7-5, 5-7, 7-6(6)          | Борис Беккер                       |
| 13 февраля  | Milan Indoor Милан, Италия ATP Championship Series $689,250 — Ковёр (зал) Турнир 1995                      | Борис Беккер Ги Форже 6-2, 6-4                | Петр Корда Карел Новачек           |
| 20 февраля  | Advanta Championships Филадельфия, США ATP Championship Series $589,250 — Хард (зал) Турнир 1995           | Томас Энквист 0-6, 6-4, 6-0                   | Майкл Чанг                         |
| 20 февраля  | Advanta Championships Филадельфия, США ATP Championship Series $589,250 — Хард (зал) Турнир 1995           | Джим Грабб Джонатан Старк 7-6, 6-7, 6-3       | Паул Хархёйс Якко Элтинг           |
| 20 февраля  | Eurocard Open Штутгарт, Германия ATP Championship Series $2,125,000 — Ковёр (зал) Турнир 1995              | Рихард Крайчек 7-6(4), 6-3, 6-7(6), 1-6, 6-3  | Михаэль Штих                       |
| 20 февраля  | Eurocard Open Штутгарт, Германия ATP Championship Series $2,125,000 — Ковёр (зал) Турнир 1995              | Патрик Гэлбрайт Грант Коннелл 6-2, 6-2        | Даниэль Вацек Цирил Сук            |
| 27 февраля  | Открытый чемпионат Мексики Мехико, Мексика ATP World Series $305,000 — Грунт Турнир 1995                   | Томас Мустер 7-6(4), 7-5                      | Фернандо Мелигени                  |
| 27 февраля  | Открытый чемпионат Мексики Мехико, Мексика ATP World Series $305,000 — Грунт Турнир 1995                   | Леонардо Лаваль Хавьер Франа 7-5, 6-3         | Марк-Кевин Гёлльнер Диего Наргисо  |
| 27 февраля  | ABN AMRO World Tennis Tournament Роттердам, Нидерланды ATP World Series $575,000 — Ковёр (зал) Турнир 1995 | Рихард Крайчек 7-6(5), 6-4                    | Паул Хархёйс                       |
| 27 февраля  | ABN AMRO World Tennis Tournament Роттердам, Нидерланды ATP World Series $575,000 — Ковёр (зал) Турнир 1995 | Мартин Дамм Андерс Яррид 6-3, 6-2             | Томас Карбонель Франсиско Ройг     |
| 27 февраля  | MassMutual Championships Скоттсдейл, США ATP World Series $303,000 — Хард Турнир 1995                      | Джим Курье 7-6(2), 6-4                        | Марк Филиппуссис                   |
| 27 февраля  | MassMutual Championships Скоттсдейл, США ATP World Series $303,000 — Хард Турнир 1995                      | Тревор Кронеман Дэвид Макферсон 4-6, 6-3, 6-4 | Луис Лобо Хавьер Санчес            |

### Март
| Дата начала | Турнир | Чемпионы (Счёт финала)                                | Финалисты                                 |
| ----------- | --- | ----------------------------------------------------- | ----------------------------------------- |
| 6 марта     | Newsweek Champions Cup Индиан-Уэлс, США ATP Championship Series, Single-Week $1,550,000 — Хард Одиночный турнир — Парный турнир                | Пит Сампрас 7-5, 6-3, 7-5                             | Андре Агасси                              |
| 6 марта     | Newsweek Champions Cup Индиан-Уэлс, США ATP Championship Series, Single-Week $1,550,000 — Хард Одиночный турнир — Парный турнир                | Бретт Стивен Томми Хо 7-6, 6-7, 6-4                   | Гэри Мюллер Пит Норвал                    |
| 6 марта     | Открытый чемпионат Копенгагена Копенгаген, Дания ATP World Series $203,000 — Ковёр (зал) Турнир 1995                                           | Мартин Зиннер 6-7(3), 7-6(8), 6-3                     | Андрей Ольховский                         |
| 6 марта     | Открытый чемпионат Копенгагена Копенгаген, Дания ATP World Series $203,000 — Ковёр (зал) Турнир 1995                                           | Марк Кил Петер Нюборг 6-7, 6-4, 7-6                   | Гийом Рау Грег Руседски                   |
| 13 марта    | Lipton Championships Майами, США ATP Championship Series, Single-Week $2,250,000 — Хард Одиночный турнир — Парный турнир                       | Андре Агасси 3-6, 6-2, 7-6(3)                         | Пит Сампрас                               |
| 13 марта    | Lipton Championships Майами, США ATP Championship Series, Single-Week $2,250,000 — Хард Одиночный турнир — Парный турнир                       | Тодд Вудбридж Марк Вудфорд 6-3, 7-6                   | Джим Грабб Патрик Макинрой                |
| 13 марта    | Открытый чемпионат Санкт-Петербурга Санкт-Петербург, Россия ATP World Series $300,000 — Ковёр (зал) Турнир 1995                                | Евгений Кафельников 6-2, 6-2                          | Гийом Рау                                 |
| 13 марта    | Открытый чемпионат Санкт-Петербурга Санкт-Петербург, Россия ATP World Series $300,000 — Ковёр (зал) Турнир 1995                                | Мартин Дамм Андерс Яррид 6-4, 6-2                     | Евгений Кафельников Якоб Хласек           |
| 20 марта    | Гран-при Хасана II Касабланка, Марокко ATP World Series $203,000 — Грунт Турнир 1995                                                           | Гильберт Шаллер 6-4, 6-2                              | Альберт Коста                             |
| 20 марта    | Гран-при Хасана II Касабланка, Марокко ATP World Series $203,000 — Грунт Турнир 1995                                                           | Томас Карбонель Франсиско Ройг 6-4, 6-1               | Эмануэль Коуту Жуан Кунья и Силва         |
| 27 марта    | Кубок Дэвиса 1995. 1/4 финала Палермо, Италия — Грунт Векшё, Швеция — Ковёр (зал) Москва, Россия — Ковёр (зал) Утрехт, Нидерланды — Хард (зал) | Победители США 5-0 Швеция 5-0 Россия 4-1 Германия 4-1 | Проигравшие Италия Австрия ЮАР Нидерланды |

### Апрель
| Дата начала | Турнир | Чемпионы (Счёт финала)                              | Финалисты                         |
| ----------- | --- | --------------------------------------------------- | --------------------------------- |
| 3 апреля    | Открытый чемпионат ЮАР Йоханнесбург ATP World Series $303,000 — Хард Турнир 1995                                                         | Мартин Зиннер 6-1, 6-4                              | Гийом Рау                         |
| 3 апреля    | Открытый чемпионат ЮАР Йоханнесбург ATP World Series $303,000 — Хард Турнир 1995                                                         | Родольф Жильбер Гийом Рау 6-4, 3-6, 6-3             | Йост Виннинк Мартин Зиннер        |
| 3 апреля    | Открытый чемпионат Эшторила Оэйраш, Португалия ATP World Series $550,000 — Грунт Турнир 1995                                             | Томас Мустер 6-4, 6-2                               | Альберт Коста                     |
| 3 апреля    | Открытый чемпионат Эшторила Оэйраш, Португалия ATP World Series $550,000 — Грунт Турнир 1995                                             | Евгений Кафельников Андрей Ольховский 5-7, 7-5, 6-2 | Марк-Кевин Гёлльнер Диего Наргисо |
| 10 апреля   | Приз графа Годо Барселона, Испания ATP Championship Series $775,000 — Грунт Турнир 1995                                                  | Томас Мустер 6-2, 6-1, 6-4                          | Магнус Ларссон                    |
| 10 апреля   | Приз графа Годо Барселона, Испания ATP Championship Series $775,000 — Грунт Турнир 1995                                                  | Тревор Кронеман Дэвид Макферсон 6-2, 6-4            | Андреа Гауденци Горан Иванишевич  |
| 10 апреля   | Открытый чемпионат Японии Токио, Япония ATP Championship Series $935,000 — Хард Турнир 1995                                              | Джим Курье 6-4, 6-3                                 | Андре Агасси                      |
| 10 апреля   | Открытый чемпионат Японии Токио, Япония ATP Championship Series $935,000 — Хард Турнир 1995                                              | Марк Ноулз Джонатан Старк 6-3, 3-6, 7-6             | Джон Фицджеральд Андерс Яррид     |
| 17 апреля   | Открытый чемпионат Бермуд Пейджет, Бермудские острова ATP World Series $303,000 — Грунт Турнир 1995                                      | Маурисио Адад 7-6(5), 3-6, 6-4                      | Хавьер Франа                      |
| 17 апреля   | Открытый чемпионат Бермуд Пейджет, Бермудские острова ATP World Series $303,000 — Грунт Турнир 1995                                      | Грант Коннелл Тодд Мартин 7-6, 2-6, 7-5             | Бретт Стивен Джейсон Столтенберг  |
| 17 апреля   | Открытый чемпионат Гонконга Гонконг ATP World Series $303,000 — Хард Турнир 1995                                                         | Майкл Чанг 6-3, 6-1                                 | Йонас Бьоркман                    |
| 17 апреля   | Открытый чемпионат Гонконга Гонконг ATP World Series $303,000 — Хард Турнир 1995                                                         | Марк Филиппуссис Томми Хо 6-1, 6-7, 7-6             | Джон Фицджеральд Андерс Яррид     |
| 17 апреля   | Открытый чемпионат Ниццы Ницца, Франция ATP World Series $303,000 — Хард Турнир 1995                                                     | Марк Россе 6-4, 6-0                                 | Евгений Кафельников               |
| 17 апреля   | Открытый чемпионат Ниццы Ницца, Франция ATP World Series $303,000 — Хард Турнир 1995                                                     | Даниэль Вацек Цирил Сук 3-6, 7-6, 7-6               | Люк Дженсен Дэвид Уитон           |
| 24 апреля   | Monte Carlo Open Рокебрюн — Кап-Мартен, Франция ATP Championship Series, Single-Week $1,545,000 — Грунт Одиночный турнир — Парный турнир | Томас Мустер 4-6, 5-7, 6-1, 7-6(6), 6-0             | Борис Беккер                      |
| 24 апреля   | Monte Carlo Open Рокебрюн — Кап-Мартен, Франция ATP Championship Series, Single-Week $1,545,000 — Грунт Одиночный турнир — Парный турнир | Паул Хархёйс Якко Элтинг 6-3, 6-4                   | Луис Лобо Хавьер Санчес           |
| 24 апреля   | Открытый чемпионат Сеула Сеул, Южная Корея ATP World Series $203,000- Хард Турнир 1995                                                   | Грег Руседски 6-4, 3-1 — отказ                      | Ларс Реман                        |
| 24 апреля   | Открытый чемпионат Сеула Сеул, Южная Корея ATP World Series $203,000- Хард Турнир 1995                                                   | Себастьен Ларо Джефф Таранго 6-3, 6-2               | Джошуа Игл Эндрю Флорент          |

### Май
| Дата начала | Турнир | Чемпионы (Счёт финала)                              | Финалисты                             |
| ----------- | --- | --------------------------------------------------- | ------------------------------------- |
| 1 мая       | AT&T Tennis Challenge Атланта, США ATP World Series $303,000- Грунт Турнир 1995                                                          | Майкл Чанг 6-2, 6-7(6), 6-4                         | Андре Агасси                          |
| 1 мая       | AT&T Tennis Challenge Атланта, США ATP World Series $303,000- Грунт Турнир 1995                                                          | Серхио Касаль Эмилио Санчес 6-7, 6-3, 7-6           | Джаред Палмер Ричи Ренеберг           |
| 1 мая       | BMW Open Мюнхен, Германия ATP World Series $400,000 — Грунт Турнир 1995                                                                  | Уэйн Феррейра 7-5, 7-6(6)                           | Михаэль Штих                          |
| 1 мая       | BMW Open Мюнхен, Германия ATP World Series $400,000 — Грунт Турнир 1995                                                                  | Тревор Кронеман Дэвид Макферсон 6-3, 6-4            | Луис Лобо Хавьер Санчес               |
| 8 мая       | Открытый чемпионат Германии Гамбург, Германия ATP Championship Series, Single-Week $1,545,000 — Грунт Одиночный турнир — Парный турнир   | Андрей Медведев 6-3, 6-2, 6-1                       | Горан Иванишевич                      |
| 8 мая       | Открытый чемпионат Германии Гамбург, Германия ATP Championship Series, Single-Week $1,545,000 — Грунт Одиночный турнир — Парный турнир   | Евгений Кафельников Уэйн Феррейра 6-1, 7-6          | Байрон Блэк Андрей Ольховский         |
| 8 мая       | Грунтовый чемпионат США Пайнхерст, США ATP World Series $264,250- Грунт Турнир 1995                                                      | Томас Энквист 6-3, 3-6, 6-3                         | Хавьер Франа                          |
| 8 мая       | Грунтовый чемпионат США Пайнхерст, США ATP World Series $264,250- Грунт Турнир 1995                                                      | Тодд Вудбридж Марк Вудфорд 6-2, 6-4                 | Алекс О'Брайен Сэндон Столл           |
| 15 мая      | Открытый чемпионат Италии Рим, Италия ATP Championship Series, Single-Week $1,750,000 — Грунт Одиночный турнир — Парный турнир           | Томас Мустер 3-6, 7-6(5), 6-2, 6-3                  | Серхи Бругера                         |
| 15 мая      | Открытый чемпионат Италии Рим, Италия ATP Championship Series, Single-Week $1,750,000 — Грунт Одиночный турнир — Парный турнир           | Даниэль Вацек Цирил Сук 6-3, 6-4                    | Ян Апелль Йонас Бьоркман              |
| 15 мая      | Международный теннисный чемпионат в Корал-Спрингс Корал-Спрингс, США ATP World Series $230,000 — Грунт Турнир 1995                       | Тодд Вудбридж 6-4, 6-2                              | Грег Руседски                         |
| 15 мая      | Международный теннисный чемпионат в Корал-Спрингс Корал-Спрингс, США ATP World Series $230,000 — Грунт Турнир 1995                       | Тодд Вудбридж Марк Вудфорд 6-3, 6-1                 | Серхио Касаль Эмилио Санчес           |
| 22 мая      | Командный кубок мира Дюссельдорф, Германия Командный турнир $1,550,000 — Грунт — 8 команд (Группа) Турнир 1995                           | Швеция · 2-1                                        | Хорватия                              |
| 22 мая      | Теннисный турнир в Болонье Болонья, Италия ATP World Series $303,000 — Грунт Турнир 1995                                                 | Марсело Риос 6-2, 6-4                               | Марсело Филиппини                     |
| 22 мая      | Теннисный турнир в Болонье Болонья, Италия ATP World Series $303,000 — Грунт Турнир 1995                                                 | Байрон Блэк Джонатан Старк 7-5, 6-3                 | Либор Пимек Винсент Спейди            |
| 29 мая      | Открытый чемпионат Франции Париж, Франция Турнир Большого шлема $4,941,266 — Грунт Одиночный турнир — Парный турнир Турнир смешанных пар | Томас Мустер 7-5, 6-2, 6-4                          | Майкл Чанг                            |
| 29 мая      | Открытый чемпионат Франции Париж, Франция Турнир Большого шлема $4,941,266 — Грунт Одиночный турнир — Парный турнир Турнир смешанных пар | Паул Хархёйс Якко Элтинг 6-7(3), 6-4, 6-1           | Никлас Культи Магнус Ларссон          |
| 29 мая      | Открытый чемпионат Франции Париж, Франция Турнир Большого шлема $4,941,266 — Грунт Одиночный турнир — Парный турнир Турнир смешанных пар | Марк Вудфорд Лариса Савченко-Нейланд 7-6(8), 7-6(4) | Джон-Лаффни де Ягер Джилл Хетерингтон |

### Июнь
| Дата начала | Турнир | Чемпионы (Счёт финала)                         | Финалисты                             |
| ----------- | --- | ---------------------------------------------- | ------------------------------------- |
| 12 июня     | Stella Artois Championships Лондон, Великобритания ATP World Series $600,000 — Трава Турнир 1995                                          | Пит Сампрас 7-6(3), 7-6(6)                     | Ги Форже                              |
| 12 июня     | Stella Artois Championships Лондон, Великобритания ATP World Series $600,000 — Трава Турнир 1995                                          | Тодд Мартин Пит Сампрас 7-6, 6-4               | Ян Апелль Йонас Бьоркман              |
| 12 июня     | Открытый чемпионат Порту Мая, Португалия ATP World Series $303,000 — Грунт Турнир 1995                                                    | Альберто Берасатеги 3-6, 6-3, 6-4              | Карлос Коста                          |
| 12 июня     | Открытый чемпионат Порту Мая, Португалия ATP World Series $303,000 — Грунт Турнир 1995                                                    | Томас Карбонель Франсиско Ройг 6-3, 7-6        | Хорди Арресе Алекс Корретха           |
| 12 июня     | Чемпионат Росмалена Хертогенбос, Нидерланды ATP World Series $303,000 — Трава Турнир 1995                                                 | Кароль Кучера 7-6(7), 7-6(4)                   | Андерс Яррид                          |
| 12 июня     | Чемпионат Росмалена Хертогенбос, Нидерланды ATP World Series $303,000 — Трава Турнир 1995                                                 | Рихард Крайчек Ян Симеринк 7-5, 6-3            | Хендрик-Ян Давидс Андрей Ольховский   |
| 19 июня     | Открытый чемпионат Ноттингема Ноттингем, Великобритания ATP World Series $303,000 — Трава Турнир 1995                                     | Хавьер Франа 7-6(4), 6-3                       | Тодд Вудбридж                         |
| 19 июня     | Открытый чемпионат Ноттингема Ноттингем, Великобритания ATP World Series $303,000 — Трава Турнир 1995                                     | Люк Дженсен Мерфи Дженсен 6-2, 6-4             | Дани Виссер Патрик Гэлбрайт           |
| 19 июня     | Открытый чемпионат Санкт-Пёльтена Санкт-Пёльтен, Австрия ATP World Series $350,000 — Грунт Турнир 1995                                    | Томас Мустер 6-3, 3-6, 6-1                     | Богдан Улиграх                        |
| 19 июня     | Открытый чемпионат Санкт-Пёльтена Санкт-Пёльтен, Австрия ATP World Series $350,000 — Грунт Турнир 1995                                    | Билл Беренс Мэтт Лусена 7-5, 6-4               | Либор Пимек Байрон Талбот             |
| 19 июня     | Gerry Weber Open Халле, Германия ATP World Series $700,000 — Трава Турнир 1995                                                            | Марк Россе 3-6, 7-6(11), 7-6(8)                | Михаэль Штих                          |
| 19 июня     | Gerry Weber Open Халле, Германия ATP World Series $700,000 — Трава Турнир 1995                                                            | Паул Хархёйс Якко Элтинг 6-2, 3-6, 6-3         | Евгений Кафельников Андрей Ольховский |
| 26 июня     | Уимблдонский турнир Лондон, Великобритания Турнир Большого шлема $2,837,830 — Трава Одиночный турнир — Парный турнир Турнир смешанных пар | Пит Сампрас 6-7(5), 6-2, 6-4, 6-2              | Борис Беккер                          |
| 26 июня     | Уимблдонский турнир Лондон, Великобритания Турнир Большого шлема $2,837,830 — Трава Одиночный турнир — Парный турнир Турнир смешанных пар | Тодд Вудбридж Марк Вудфорд 7-5, 7-6(8), 7-6(5) | Рик Лич Скотт Мелвилл                 |
| 26 июня     | Уимблдонский турнир Лондон, Великобритания Турнир Большого шлема $2,837,830 — Трава Одиночный турнир — Парный турнир Турнир смешанных пар | Джонатан Старк Мартина Навратилова 6-4, 6-4    | Цирил Сук Джиджи Фернандес            |

### Июль
| Дата начала | Турнир | Чемпионы (Счёт финала)                          | Финалисты                    |
| ----------- | --- | ----------------------------------------------- | ---------------------------- |
| 10 июля     | Открытый чемпионат Швеции Бостад, Швеция ATP World Series $303,000 — Грунт Турнир 1995                                             | Фернандо Мелигени 6-4, 6-4                      | Кристиан Рууд                |
| 10 июля     | Открытый чемпионат Швеции Бостад, Швеция ATP World Series $303,000 — Грунт Турнир 1995                                             | Ян Апелль Йонас Бьоркман 6-3, 6-0               | Джон Айрленд Эндрю Кратцман  |
| 10 июля     | Suisse Open Gstaad Гштад, Швейцария ATP World Series $525,000 — Грунт Турнир 1995                                                  | Евгений Кафельников 6-3, 6-4, 3-6, 6-3          | Якоб Хласек                  |
| 10 июля     | Suisse Open Gstaad Гштад, Швейцария ATP World Series $525,000 — Грунт Турнир 1995                                                  | Луис Лобо Хавьер Санчес 6-7, 7-6, 7-6           | Арно Бёч Марк Россе          |
| 10 июля     | Hall of Fame Tennis Championships Ньюпорт, США ATP World Series $230,000 — Трава Турнир 1995                                       | Давид Приносил 7-6(3), 5-7, 6-2                 | Дэвид Уитон                  |
| 10 июля     | Hall of Fame Tennis Championships Ньюпорт, США ATP World Series $230,000 — Трава Турнир 1995                                       | Йёрн Ренценбринк Маркус Цёкке 6-1, 6-2          | Пол Килдерри Нуну Маркиш     |
| 17 июля     | Legg Mason Tennis Classic Вашингтон, США ATP Championship Series $550,000 — Хард Турнир 1995                                       | Андре Агасси 6-4, 2-6, 7-5                      | Стефан Эдберг                |
| 17 июля     | Legg Mason Tennis Classic Вашингтон, США ATP Championship Series $550,000 — Хард Турнир 1995                                       | Оливье Делетр Джефф Таранго 1-6, 6-3, 6-2       | Петр Корда Цирил Сук         |
| 17 июля     | Mercedes Cup Штутгарт, Германия ATP Championship Series $915,000 — Грунт Турнир 1995                                               | Томас Мустер 6-2, 6-2                           | Ян Апелль                    |
| 17 июля     | Mercedes Cup Штутгарт, Германия ATP Championship Series $915,000 — Грунт Турнир 1995                                               | Томас Карбонель Франсиско Ройг 3-6, 6-3, 6-4    | Ян Симеринк Эллис Феррейра   |
| 24 июля     | Открытый чемпионат Нидерландов Амстердам, Нидерланды ATP World Series $475,000 — Грунт Турнир 1995                                 | Марсело Риос 6-4, 7-5, 6-4                      | Ян Симеринк                  |
| 24 июля     | Открытый чемпионат Нидерландов Амстердам, Нидерланды ATP World Series $475,000 — Грунт Турнир 1995                                 | Марсело Риос Шенг Схалкен 7-6, 6-2              | Уэйн Артурс Нил Броуд        |
| 24 июля     | Открытый чемпионат Канады Монреаль, Канада ATP Championship Series, Single-Week $1,545,000 — Хард Одиночный турнир — Парный турнир | Андре Агасси 3-6, 6-2, 6-3                      | Пит Сампрас                  |
| 24 июля     | Открытый чемпионат Канады Монреаль, Канада ATP Championship Series, Single-Week $1,545,000 — Хард Одиночный турнир — Парный турнир | Евгений Кафельников Андрей Ольховский 6-4, 6-4  | Брайан МакФи Сэндон Столл    |
| 31 июля     | Открытый чемпионат Австрии Кицбюэль, Австрия ATP World Series $400,000 — Грунт Турнир 1995                                         | Альберт Коста 4-6, 6-4, 7-6(3), 2-6, 6-4        | Томас Мустер                 |
| 31 июля     | Открытый чемпионат Австрии Кицбюэль, Австрия ATP World Series $400,000 — Грунт Турнир 1995                                         | Грег ван Эмбург Франсиско Монтана 6-7, 6-3, 7-6 | Хорди Арресе Уэйн Артурс     |
| 31 июля     | Infiniti Open Лос-Анджелес, США ATP World Series $303,000 — Хард Турнир 1995                                                       | Михаэль Штих 6-7(7), 7-6(4), 6-2                | Томас Энквист                |
| 31 июля     | Infiniti Open Лос-Анджелес, США ATP World Series $303,000 — Хард Турнир 1995                                                       | Кент Киннэр Брент Хайгарт 6-4, 7-6              | Скотт Дэвис Горан Иванишевич |
| 31 июля     | Открытый чемпионат Праги Прага, Чехия ATP World Series $340,000 — Грунт Турнир 1995                                                | Богдан Улиграх 6-2, 6-2                         | Хавьер Санчес                |
| 31 июля     | Открытый чемпионат Праги Прага, Чехия ATP World Series $340,000 — Грунт Турнир 1995                                                | Либор Пимек Байрон Талбот 7-5, 1-6, 7-6         | Иржи Новак Давид Рикл        |

### Август
| Дата начала | Турнир | Чемпионы (Счёт финала)                      | Финалисты                       |
| ----------- | --- | ------------------------------------------- | ------------------------------- |
| 7 августа   | Открытый чемпионат Сан-Марино Сан-Марино, Сан-Марино ATP World Series $303,000 — Грунт Турнир 1995                                  | Томас Мустер 6-2, 6-0                       | Андреа Гауденци                 |
| 7 августа   | Открытый чемпионат Сан-Марино Сан-Марино, Сан-Марино ATP World Series $303,000 — Грунт Турнир 1995                                  | Хорди Арресе Эндрю Кратцман 7-6, 3-6, 6-2   | Пабло Альбано Федерико Мордеган |
| 7 августа   | Thriftway ATP Championships Цинциннати, США ATP Championship Series, Single-Week $1,545,000 — Хард Одиночный турнир — Парный турнир | Андре Агасси 7-5, 6-2                       | Майкл Чанг                      |
| 7 августа   | Thriftway ATP Championships Цинциннати, США ATP Championship Series, Single-Week $1,545,000 — Хард Одиночный турнир — Парный турнир | Тодд Вудбридж Марк Вудфорд 6-2, 3-0 — отказ | Даниэль Нестор Марк Ноулз       |
| 14 августа  | RCA Championships Индианаполис, США ATP Championship Series $915,000 — Хард Турнир 1995                                             | Томас Энквист 6-4, 6-3                      | Бернд Карбахер                  |
| 14 августа  | RCA Championships Индианаполис, США ATP Championship Series $915,000 — Хард Турнир 1995                                             | Даниэль Нестор Марк Ноулз 6-4, 6-4          | Скотт Дэвис Тодд Мартин         |
| 14 августа  | Volvo International Нью-Хейвен, США ATP Championship Series $915,000 — Хард Турнир 1995                                             | Андре Агасси 3-6, 7-6(2), 6-3               | Рихард Крайчек                  |
| 14 августа  | Volvo International Нью-Хейвен, США ATP Championship Series $915,000 — Хард Турнир 1995                                             | Рик Лич Скотт Мелвилл 7-6 ,6-4              | Леандер Паес Николас Перейра    |
| 21 августа  | Hamlet Cup Лонг-Айленд, США ATP World Series $303,000 — Хард Турнир 1995                                                            | Евгений Кафельников 7-6(0), 6-2             | Ян Симеринк                     |
| 21 августа  | Hamlet Cup Лонг-Айленд, США ATP World Series $303,000 — Хард Турнир 1995                                                            | Даниэль Вацек Цирил Сук 5-7, 7-6, 7-6       | Рик Лич Скотт Мелвилл           |
| 21 августа  | Открытый чемпионат Хорватии Умаг, Хорватия ATP World Series $375,000 — Грунт Турнир 1995                                            | Томас Мустер 3-6, 7-6(5), 6-4               | Карлос Коста                    |
| 21 августа  | Открытый чемпионат Хорватии Умаг, Хорватия ATP World Series $375,000 — Грунт Турнир 1995                                            | Луис Лобо Хавьер Санчес 6-4, 6-0            | Ласло Марковиц Давид Экерот     |
| 28 августа  | Открытый чемпионат США Нью-Йорк, США Турнир Большого шлема $4,282,400 — Хард Одиночный турнир — Парный турнир Турнир смешанных пар  | Пит Сампрас 6-4, 6-3, 4-6, 7-5              | Андре Агасси                    |
| 28 августа  | Открытый чемпионат США Нью-Йорк, США Турнир Большого шлема $4,282,400 — Хард Одиночный турнир — Парный турнир Турнир смешанных пар  | Тодд Вудбридж Марк Вудфорд 6-3, 6-3         | Алекс О’Брайен Сэндон Столл     |
| 28 августа  | Открытый чемпионат США Нью-Йорк, США Турнир Большого шлема $4,282,400 — Хард Одиночный турнир — Парный турнир Турнир смешанных пар  | Мэтт Лусена Мередит Макграт 6-4, 6-4        | Цирил Сук Джиджи Фернандес      |

### Сентябрь
| Дата начала | Турнир | Чемпионы (Счёт финала)                      | Финалисты                       |
| ----------- | --- | ------------------------------------------- | ------------------------------- |
| 11 сентября | Cerveza Club Colombia Open Богота, Колумбия ATP World Series $303,000 — Грунт Турнир 1995                  | Николас Лапентти 2-6, 6-1, 6-4              | Мигель Тобон                    |
| 11 сентября | Cerveza Club Colombia Open Богота, Колумбия ATP World Series $303,000 — Грунт Турнир 1995                  | Иржи Новак Давид Рикл 7-6, 6-2              | Маливай Вашингтон Стив Кэмпбелл |
| 11 сентября | Grand Prix Passing Shot Бордо, Франция ATP World Series $375,000 — Хард Турнир 1995                        | Яхья Думбия 6-4, 6-4                        | Якоб Хласек                     |
| 11 сентября | Grand Prix Passing Shot Бордо, Франция ATP World Series $375,000 — Хард Турнир 1995                        | Горан Иванишевич Саша Хиршзон 6-3, 6-4      | Дэнни Сапсфорд Хенрик Хольм     |
| 11 сентября | Открытый чемпионат Румынии Бухарест, Румыния ATP World Series $1,350,000 — Грунт Турнир 1995               | Томас Мустер 6-3, 6-4                       | Гильберт Шаллер                 |
| 11 сентября | Открытый чемпионат Румынии Бухарест, Румыния ATP World Series $1,350,000 — Грунт Турнир 1995               | Марк Кил Джефф Таранго 6-4, 7-6             | Даниэль Вацек Цирил Сук         |
| 18 сентября | Кубок Дэвиса 1995. 1/2 финала Лас-Вегас, США — Хард Москва, Россия — Грунт (зал)                           | Победители США 4-1 Россия 3-2               | Проигравшие Швеция Германия     |
| 25 сентября | Davidoff Swiss Indoors Базель, Швейцария ATP World Series $975,000 — Ковёр (зал) Турнир 1995               | Джим Курье 6-7(2), 7-6(5), 5-7, 6-2, 7-5    | Ян Симеринк                     |
| 25 сентября | Davidoff Swiss Indoors Базель, Швейцария ATP World Series $975,000 — Ковёр (зал) Турнир 1995               | Даниэль Вацек Цирил Сук 3-6, 6-3, 6-3       | Марк Кил Петер Нюборг           |
| 25 сентября | Международный теннисный чемпионат на Сицилии Палермо, Италия ATP World Series $303,000 — Грунт Турнир 1995 | Франсиско Клавет 6-7(2), 6-3, 7-6(1)        | Хорди Бурильо                   |
| 25 сентября | Международный теннисный чемпионат на Сицилии Палермо, Италия ATP World Series $303,000 — Грунт Турнир 1995 | Алекс Корретха Фабрис Санторо 6-7, 6-4, 6-3 | Хендрик Ян Давидс Пит Норвал    |

### Октябрь
| Дата начала | Турнир | Чемпионы (Счёт финала)                      | Финалисты                         |
| ----------- | --- | ------------------------------------------- | --------------------------------- |
| 2 октября   | Открытый чемпионат Валенсии Валенсия, Испания ATP World Series $203,000 — Грунт Турнир 1995                                             | Шенг Схалкен 6-4, 6-2                       | Гильберт Шаллер                   |
| 2 октября   | Открытый чемпионат Валенсии Валенсия, Испания ATP World Series $203,000 — Грунт Турнир 1995                                             | Томас Карбонель Франсиско Ройг 7-5, 6-3     | Том Кемперс Джек Уэйт             |
| 2 октября   | Открытый чемпионат Куала-Лумпура Куала-Лумпур, Малайзия ATP World Series $389,250 — Ковёр (зал) Турнир 1995                             | Марсело Риос 7-6(6), 6-2                    | Марк Филиппуссис                  |
| 2 октября   | Открытый чемпионат Куала-Лумпура Куала-Лумпур, Малайзия ATP World Series $389,250 — Ковёр (зал) Турнир 1995                             | Патрик Макинрой Марк Филиппуссис 7-5, 6-4   | Патрик Гэлбрайт Грант Коннелл     |
| 2 октября   | Гран-при Тулузы Тулуза, Франция ATP World Series $375,000 — Хард (зал) Турнир 1995                                                      | Арно Бёч 6-4, 6-7(5), 6-0                   | Джим Курье                        |
| 2 октября   | Гран-при Тулузы Тулуза, Франция ATP World Series $375,000 — Хард (зал) Турнир 1995                                                      | Йонас Бьоркман Джон-Лаффни де Ягер 7-6, 7-6 | Грег ван Эмбург Дейв Рэндолл      |
| 9 октября   | Открытый чемпионат Остравы Острава, Чехия ATP World Series $375,000 — Ковёр (зал) Турнир 1995                                           | Уэйн Феррейра 3-6, 6-4, 6-3                 | Маливай Вашингтон                 |
| 9 октября   | Открытый чемпионат Остравы Острава, Чехия ATP World Series $375,000 — Ковёр (зал) Турнир 1995                                           | Йонас Бьоркман Хавьер Франа 6-7, 6-4, 7-6   | Патрик Рафтер Ги Форже            |
| 9 октября   | Открытый чемпионат Тель-Авива Тель-Авив, Израиль ATP World Series $250,000 — Хард Турнир 1995                                           | Ян Крошлак 6-3, 6-4                         | Хавьер Санчес                     |
| 9 октября   | Открытый чемпионат Тель-Авива Тель-Авив, Израиль ATP World Series $250,000 — Хард Турнир 1995                                           | Джим Грабб Джаред Палмер 6-4, 7-5           | Кент Киннэр Дэвид Уитон           |
| 9 октября   | Seiko Super Tennis Токио, Япония ATP Championship Series $895,000 — Ковёр (зал) Турнир 1995                                             | Майкл Чанг 6-3, 6-4                         | Марк Филиппуссис                  |
| 9 октября   | Seiko Super Tennis Токио, Япония ATP Championship Series $895,000 — Ковёр (зал) Турнир 1995                                             | Паул Хархёйс Якко Элтинг 7-6, 6-4           | Патрик Макинрой Якоб Хласек       |
| 16 октября  | Открытый чемпионат Вены Вена, Австрия ATP World Series $465,000 — Ковёр (зал) Турнир 1995                                               | Филип Девулф 7-5, 6-2, 1-6, 7-5             | Томас Мустер                      |
| 16 октября  | Открытый чемпионат Вены Вена, Австрия ATP World Series $465,000 — Ковёр (зал) Турнир 1995                                               | Ян Симеринк Эллис Феррейра 6-4, 7-5         | Тодд Вудбридж Марк Вудфорд        |
| 16 октября  | Гран-при Лиона Лион, Франция ATP World Series $575,000 — Ковёр (зал) Турнир 1995                                                        | Уэйн Феррейра 7-6(2), 5-7, 6-3              | Пит Сампрас                       |
| 16 октября  | Гран-при Лиона Лион, Франция ATP World Series $575,000 — Ковёр (зал) Турнир 1995                                                        | Евгений Кафельников Якоб Хласек 6-3, 6-3    | Джон-Лаффни де Ягер Уэйн Феррейра |
| 16 октября  | Nokia Open Пекин ATP World Series $303,000 — Ковёр (зал) Турнир 1995                                                                    | Майкл Чанг 7-5, 6-3                         | Ренцо Фурлан                      |
| 16 октября  | Nokia Open Пекин ATP World Series $303,000 — Ковёр (зал) Турнир 1995                                                                    | Себастьян Ларо Томми Хо 7-6, 7-6            | Фернон Вибьер Дик Норман          |
| 23 октября  | Hellmann’s Cup Сантьяго, Чили ATP World Series $203,750 — Грунт Турнир 1995                                                             | Слава Доседел 7-6(3), 6-3                   | Марсело Риос                      |
| 23 октября  | Hellmann’s Cup Сантьяго, Чили ATP World Series $203,750 — Грунт Турнир 1995                                                             | Иржи Новак Давид Рикл 6-4, 4-6, 6-1         | Шелби Кэннон Франсиско Монтана    |
| 23 октября  | Eurocard Open Эссен, Германия ATP Championship Series, Single-Week $1,844,000 — Ковёр (зал) Одиночный турнир — Парный турнир            | Томас Мустер 7-6(6), 2-6, 6-3, 6-4          | Маливай Вашингтон                 |
| 23 октября  | Eurocard Open Эссен, Германия ATP Championship Series, Single-Week $1,844,000 — Ковёр (зал) Одиночный турнир — Парный турнир            | Паул Хархёйс Якко Элтинг 7-5, 6-4           | Даниэль Вацек Цирил Сук           |
| 30 октября  | Topper Open Монтевидео, Уругвай ATP World Series $203,000 — Грунт Турнир 1995                                                           | Богдан Улиграх 6-2, 6-3                     | Альберто Берасатеги               |
| 30 октября  | Topper Open Монтевидео, Уругвай ATP World Series $203,000 — Грунт Турнир 1995                                                           | Серхио Касаль Эмилио Санчес 2-6, 7-6, 7-6   | Иржи Новак Давид Рикл             |
| 30 октября  | Открытый чемпионат Парижа Париж, Франция ATP Championship Series, Single-Week $2,000,000 — Ковёр (зал) Одиночный турнир — Парный турнир | Пит Сампрас 7-6(5), 6-4, 6-4                | Борис Беккер                      |
| 30 октября  | Открытый чемпионат Парижа Париж, Франция ATP Championship Series, Single-Week $2,000,000 — Ковёр (зал) Одиночный турнир — Парный турнир | Патрик Гэлбрайт Грант Коннелл 6-2, 6-2      | Джим Грабб Тодд Мартин            |

### Ноябрь
| Дата начала | Турнир | Чемпионы (Счёт финала)                                    | Финалисты                     |
| ----------- | --- | --------------------------------------------------------- | ----------------------------- |
| 6 ноября    | Topper South American Open Буэнос-Айрес, Аргентина ATP World Series $303,000 — Грунт Турнир 1995                                       | Карлос Мойя 6-0, 6-3                                      | Феликс Мантилья               |
| 6 ноября    | Topper South American Open Буэнос-Айрес, Аргентина ATP World Series $303,000 — Грунт Турнир 1995                                       | Кристо ван Ренсбург Винсент Спейди 6-3, 6-3               | Иржи Новак Давид Рикл         |
| 6 ноября    | Кубок Кремля Москва, Россия ATP World Series $1,125,000 — Ковёр (зал) Турнир 1995                                                      | Карл-Уве Штееб 7-6(5), 3-6, 7-6(6)                        | Даниэль Вацек                 |
| 6 ноября    | Кубок Кремля Москва, Россия ATP World Series $1,125,000 — Ковёр (зал) Турнир 1995                                                      | Байрон Блэк Джаред Палмер 6-4, 3-6, 6-3                   | Бретт Стивен Томми Хо         |
| 6 ноября    | Открытый чемпионат Стокгольма Стокгольм, Швеция ATP World Series $800,000 — Хард (зал) Турнир 1995                                     | Томас Энквист 7-5, 6-4                                    | Арно Бёч                      |
| 6 ноября    | Открытый чемпионат Стокгольма Стокгольм, Швеция ATP World Series $800,000 — Хард (зал) Турнир 1995                                     | Паул Хархёйс Якко Элтинг 3-6, 6-2, 7-6                    | Патрик Гэлбрайт Грант Коннелл |
| 13 ноября   | Чемпионат мира ATP в одиночном разряде Франкфурт-на-Майне, Германия Итоговый турнир $3,000,000 — Ковёр (зал) — 8S (Группа) Турнир 1995 | Борис Беккер 7-6(3), 6-0, 7-6(5)                          | Майкл Чанг                    |
| 20 ноября   | Чемпионат мира ATP в парном разряде Эйндховен, Нидерланды Итоговый турнир $500,000 — Ковёр (зал) — 8D (Группа) Турнир 1995             | Патрик Гэлбрайт Грант Коннелл 7-6(6), 7-6(6), 3-6, 7-6(2) | Паул Хархёйс Якко Элтинг      |
| 26 ноября   | Кубок Дэвиса 1995. Финал Москва, Россия — Грунт (зал)                                                                                  | США 3-2                                                   | Россия                        |

### Декабрь
| Дата начала | Турнир                                                                                 | Чемпионы (Счёт финала)            | Финалисты   |
| ----------- | -------------------------------------------------------------------------------------- | --------------------------------- | ----------- |
| 6 декабря   | Кубок Большого шлема Мюнхен, Германия Выставочный $3,300,000 — Ковёр (зал) Турнир 1995 | Горан Иванишевич 7-6(4), 6-3, 6-4 | Тодд Мартин |

## Рейтинг ATP

### Одиночный рейтинг
| по данным на 25 декабря 1995 | по данным на 25 декабря 1995 | по данным на 25 декабря 1995 | по данным на 25 декабря 1995 | по данным на 25 декабря 1995 |
| Поз.                         | Теннисист                    | Очки                         | 1994                         | +/-                          |
| ---------------------------- | ---------------------------- | ---------------------------- | ---------------------------- | ---------------------------- |
| 1                            | Пит Сампрас                  | 4 842                        | 1                            | ▬                            |
| 2                            | Андре Агасси                 | 4 765                        | 2                            | ▬                            |
| 3                            | Томас Мустер                 | 4 474                        | 16                           | ▲ 13                         |
| 4                            | Борис Беккер                 | 3 325                        | 3                            | ▼ 1                          |
| 5                            | Майкл Чанг                   | 3 211                        | 6                            | ▲ 1                          |
| 6                            | Евгений Кафельников          | 2 560                        | 11                           | ▲ 5                          |
| 7                            | Томас Энквист                | 2 505                        | 59                           | ▲ 52                         |
| 8                            | Джим Курье                   | 2 471                        | 13                           | ▲ 5                          |
| 9                            | Уэйн Феррейра                | 2 144                        | 12                           | ▲ 3                          |
| 10                           | Горан Иванишевич             | 1 861                        | 5                            | ▼ 5                          |
| 11                           | Рихард Крайчек               | 1 756                        | 17                           | ▲ 6                          |
| 12                           | Михаэль Штих                 | 1 727                        | 9                            | ▼ 3                          |
| 13                           | Серхи Бругера                | 1 666                        | 4                            | ▼ 9                          |
| 14                           | Арно Бёч                     | 1 530                        | 53                           | ▲ 39                         |
| 15                           | Марк Россе                   | 1 391                        | 14                           | ▼ 1                          |
| 16                           | Андрей Медведев              | 1 386                        | 15                           | ▼ 1                          |
| 17                           | Магнус Ларссон               | 1 334                        | 19                           | ▲ 2                          |
| 18                           | Тодд Мартин                  | 1 268                        | 10                           | ▼ 8                          |
| 19                           | Паул Хархёйс                 | 1 266                        | 37                           | ▲ 18                         |
| 20                           | Гильберт Шаллер              | 1 256                        | 48                           | ▲ 20                         |

### Парный рейтинг (Игроки)
| по данным на 25 декабря 1995 | по данным на 25 декабря 1995 | по данным на 25 декабря 1995 | по данным на 25 декабря 1995 | по данным на 25 декабря 1995 |
| Поз.                         | Теннисист                    | 1994                         | +/-                          |                              |
| ---------------------------- | ---------------------------- | ---------------------------- | ---------------------------- | ---------------------------- |
| 1                            | Тодд Вудбридж                | 5                            | ▲ 4                          |                              |
| 2                            | Марк Вудфорд                 | 3                            | ▲ 1                          |                              |
| 3                            | Паул Хархёйс                 | 1                            | ▼ 2                          |                              |
| 3                            | Якко Элтинг                  | 2                            | ▼ 1                          |                              |
| 5                            | Грант Коннелл                | 7                            | ▲ 2                          |                              |
| 6                            | Патрик Гэлбрайт              | 7                            | ▲ 1                          |                              |
| 7                            | Марк Ноулз                   | 30                           | ▲ 23                         |                              |
| 8                            | Цирил Сук                    | 24                           | ▲ 16                         |                              |
| 9                            | Евгений Кафельников          | 12                           | ▲ 3                          |                              |
| 10                           | Даниэль Нестор               | 75                           | ▲ 65                         |                              |
| 11                           | Даниэль Вацек                | 21                           | ▲ 10                         |                              |
| 12                           | Андрей Ольховский            | 14                           | ▲ 2                          |                              |
| 13                           | Патрик Макинрой              | 15                           | ▲ 2                          |                              |
| 14                           | Джаред Палмер                | 11                           | ▼ 3                          |                              |
| 15                           | Джим Грабб                   | 36                           | ▲ 21                         |                              |
| 16                           | Джонатан Старк               | 4                            | ▼ 12                         |                              |
| 17                           | Томми Хо                     | 119                          | ▼ 102                        |                              |
| 18                           | Байрон Блэк                  | 6                            | ▼ 12                         |                              |
| 19                           | Рик Лич                      | 52                           | ▲ 33                         |                              |
| 20                           | Бретт Стивен                 | 37                           | ▲ 17                         |                              |